# Wiktor Petrowitsch Krawtschuk

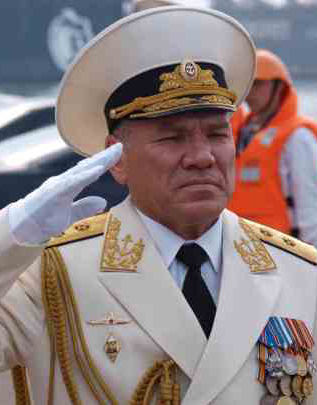
Wiktor Krawtschuk, 2012

Wiktor Petrowitsch Krawtschuk (russisch Виктор Петрович Кравчук; * 18. Januar 1961 im Dorf Palascher, Rajon Beresniki, Region Perm) ist ein russischer Vizeadmiral und war Kommandeur der Baltischen Flotte.

## Leben
Krawtschuk absolvierte 1983 die Makarow-Offiziershochschule der Sowjetischen Seekriegsflotte in Wladiwostok. Er diente anschließend in der Pazifikflotte als Gefechtsabschnittskommandeur für Navigation (GA-1) auf einem Wachschiff und als Kommandant eines Raketenschnellbootes. 1988, nach Abschluss Höherer Speziallehrgänge für Offiziere, setzte er seinen Dienst als Stabschef, Kommandeur einer Raketenschnellbootdivision und Kommandeur einer Raketenschnellbootbrigade fort. Die Seekriegsakademie N. G. Kusnezow absolvierte Krawtschuk 1997. Von 1999 bis 2000 fand er eine Verwendung als Stellvertreter des Flottillenkommandeurs und Chef für Ausrüstung und Bewaffnung der Kaspischen Flottille. 2002 schloss er erfolgreich die Militärakademie des Generalstabes der Russischen Streitkräfte in Moskau ab und diente von 2002 bis 2003 als Stellvertreter des Kommandeurs der Kaspischen Flottille. Auf Erlass des Präsidenten der Russischen Föderation wurde er 2004 zum Konteradmiral ernannt. Von 2003 bis 2005 arbeitete er als Stabschef und 1. Stellvertreter des Kommandeurs der Kaspischen Flottille. 2005 wurde er Kommandeur der Kaspischen Flottille. Ab Dezember 2009 diente Krawtschuk als Stellvertreter Vizeadmiral Tschirkows und löste ihn am 14. September 2012 als Kommandeur der Baltischen Flotte ab, nachdem er schon im Juni 2012 dessen Pflichten übernommen hatte. Am 29. Juni 2016 wurde er zusammen mit Stabschef Konteradmiral Sergei Popow durch Verteidigungsminister Schoigu wegen eklatanter Mängel in der Ausbildung der Soldaten der Baltischen Flotte sowie kontinuierlicher bewusster Falschmeldungen an das Verteidigungsministerium zu Gefechtsbereitschaft und technischem Klarstand der Einheiten vom Dienst suspendiert.

## Auszeichnungen
- Militärischer Verdienstorden[7]
- weitere Medaillen